# Klenshyttan
Klenshyttan ist ein kleiner Ort (Småort) und ein ehemaliges Hüttenwerk in der Gemeinde Ludvika der schwedischen Provinz Dalarnas län.
In Klenshyttan wurde von 1605 bis 1920 Roheisen hergestellt. Das Hüttenwerk ist heute ein Industriemuseum und ein Teil des Ekomuseum Bergslagen.

## Geschichte
Die erste Eisenhütte wurde vermutlich im Jahr 1605 angelegt. In den ältesten erhaltenen schriftlichen Quellen wird der Ort „Klämshyttan“ genannt, da wurde eine Hammerschmiede errichtet, die jedoch schon 1650 wieder geschlossen wurde. Das Hüttenwerk ist mehrfach modernisiert worden. Der noch gut erhaltene Holzkohlehochofen stammt aus dem Jahr 1882. Weiterhin stehen der Röstofen, ein Kalkofen, das Herrenhaus und verschiedene Gebäuderuinen im ehemaligen Hüttengelände.

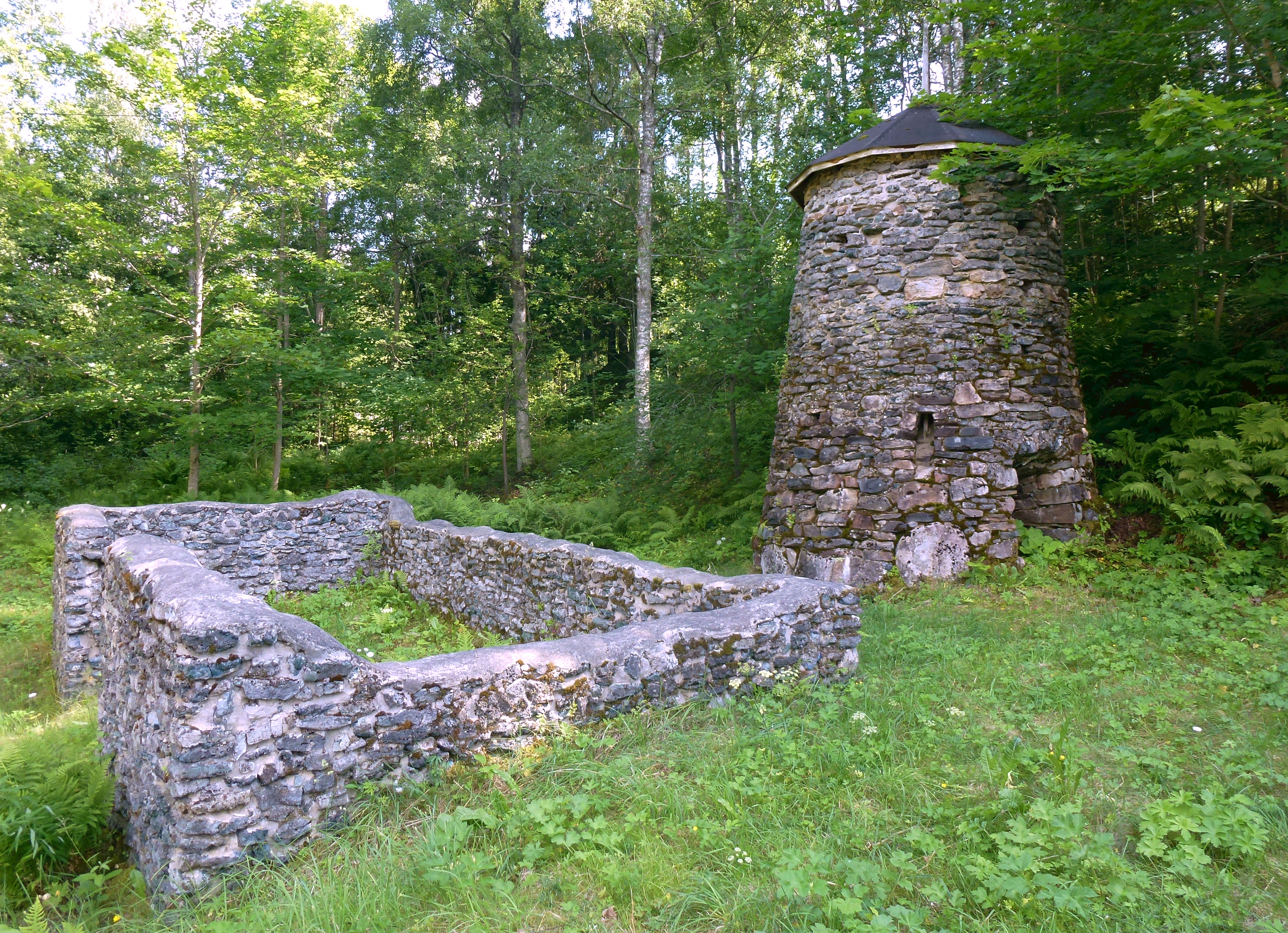
Kalkofen
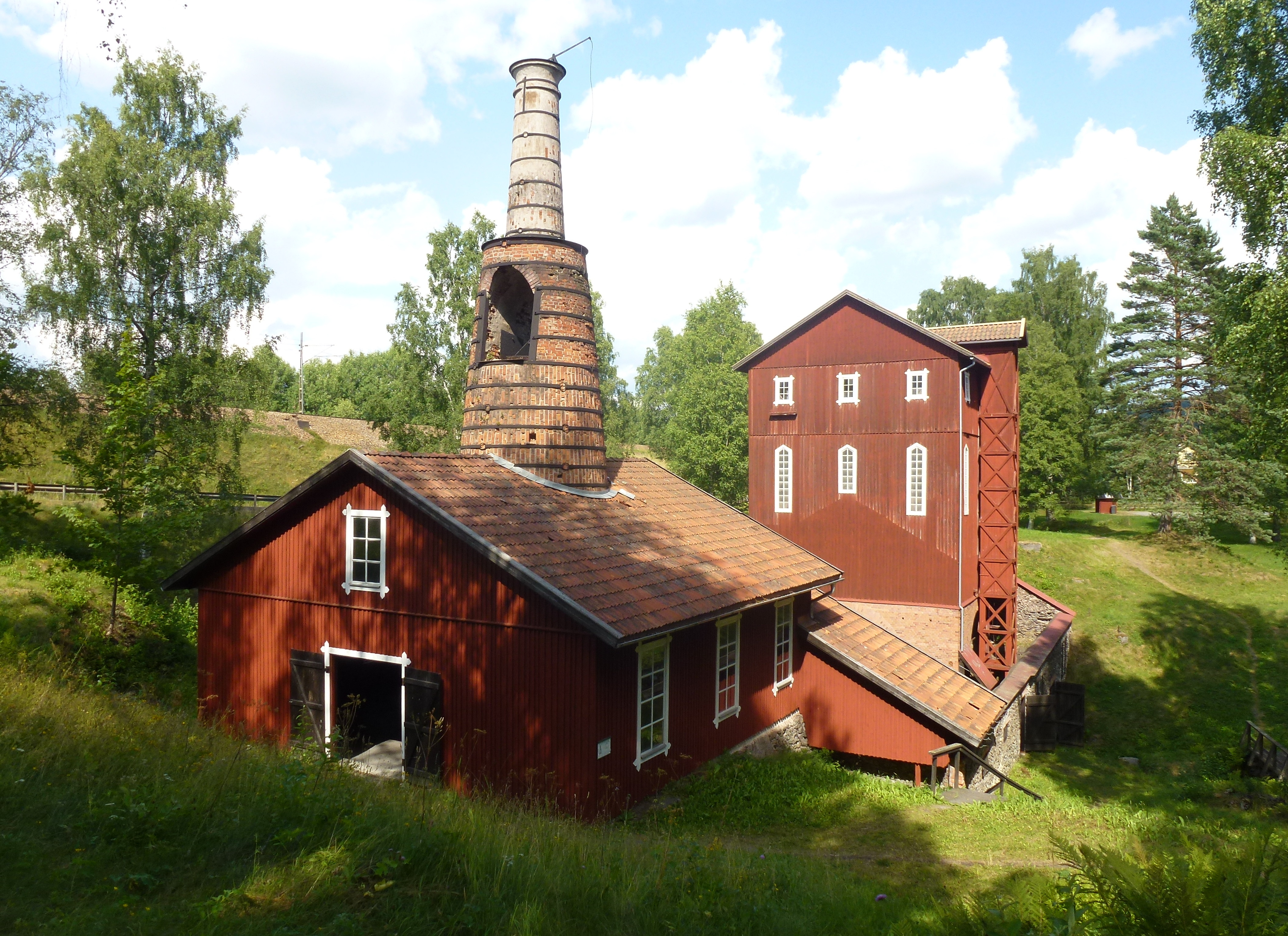
Röstofen und Hochofen
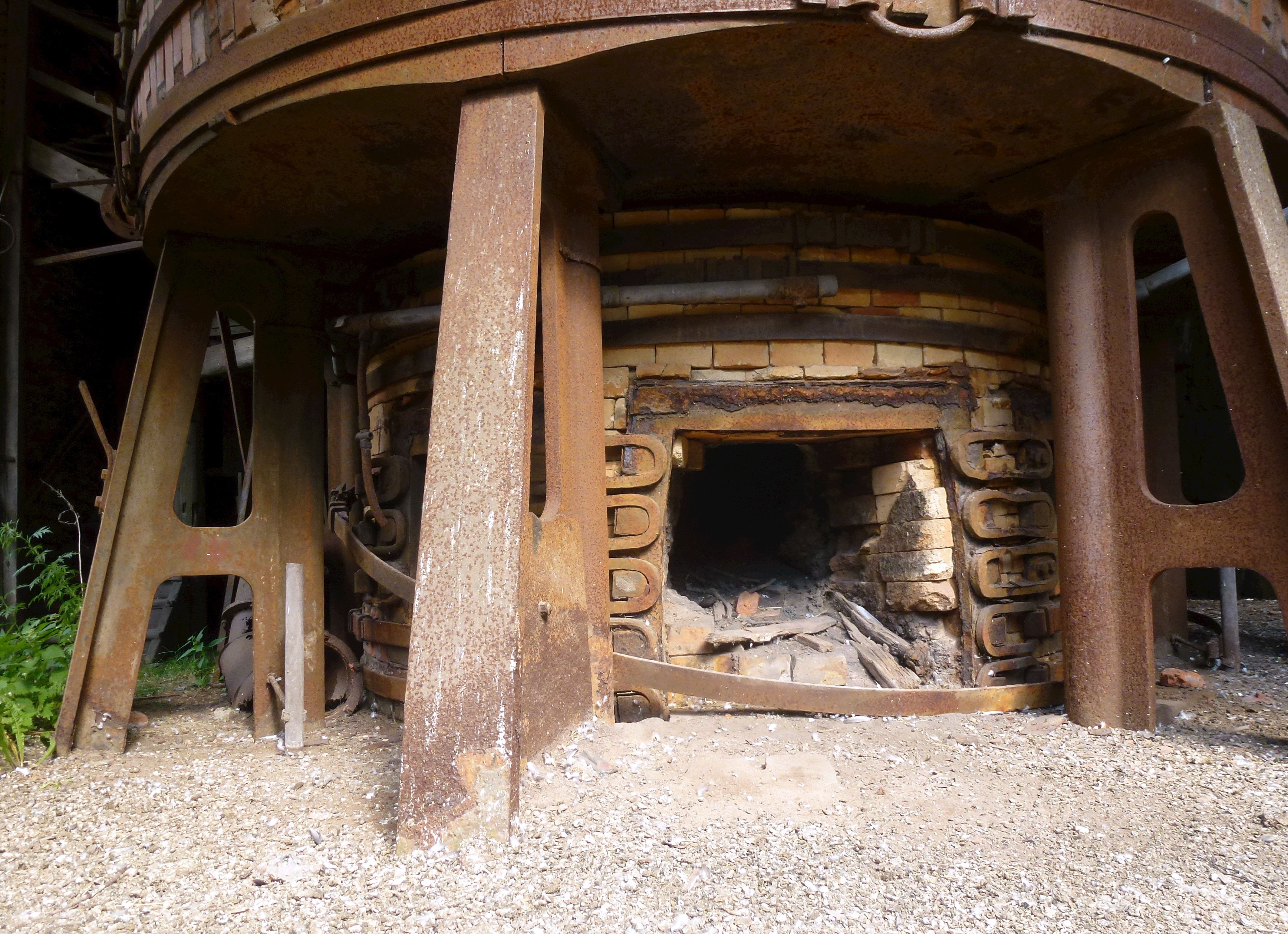
Roheisenöffnung
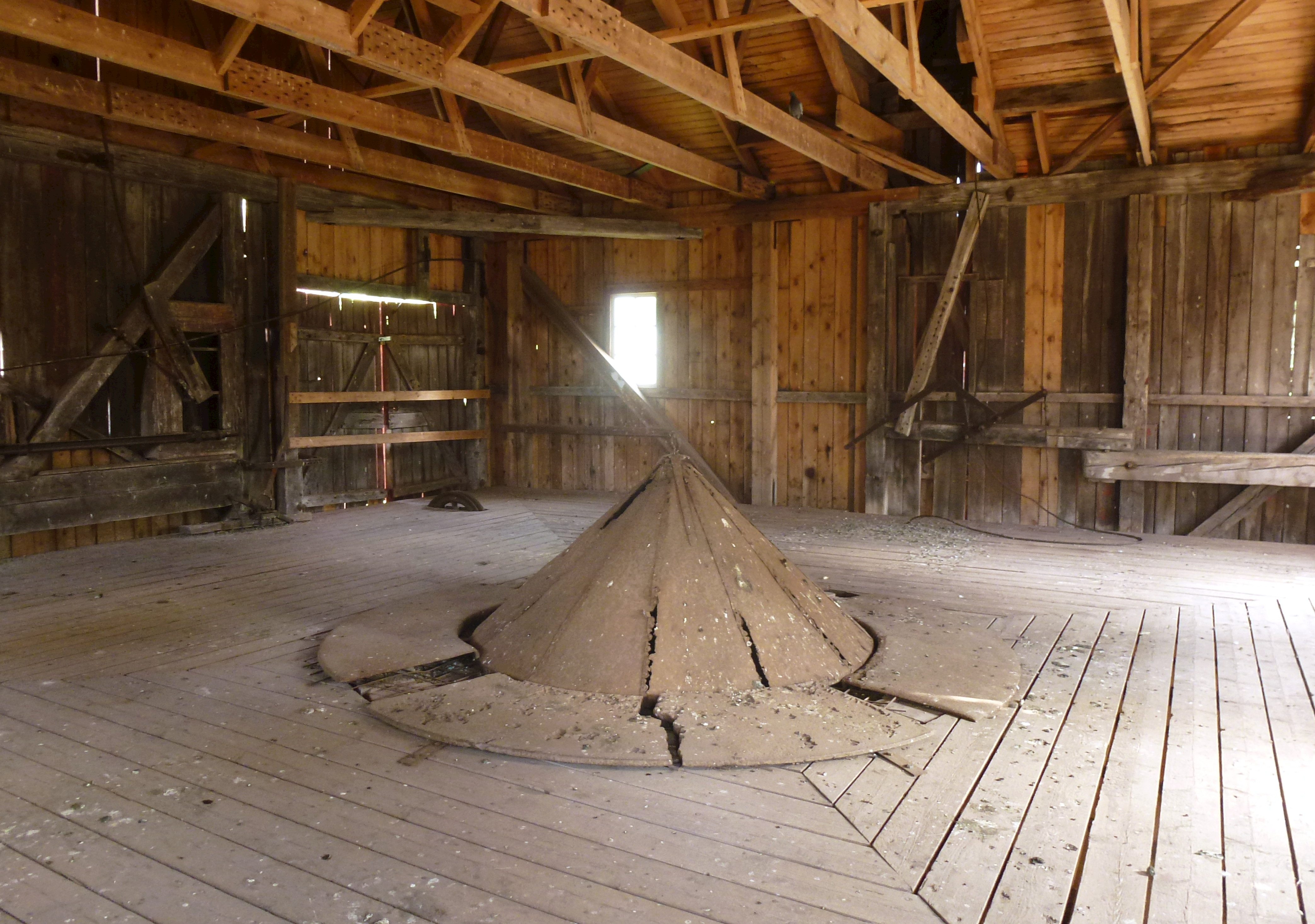
Dachboden mit Einfüllöffnung
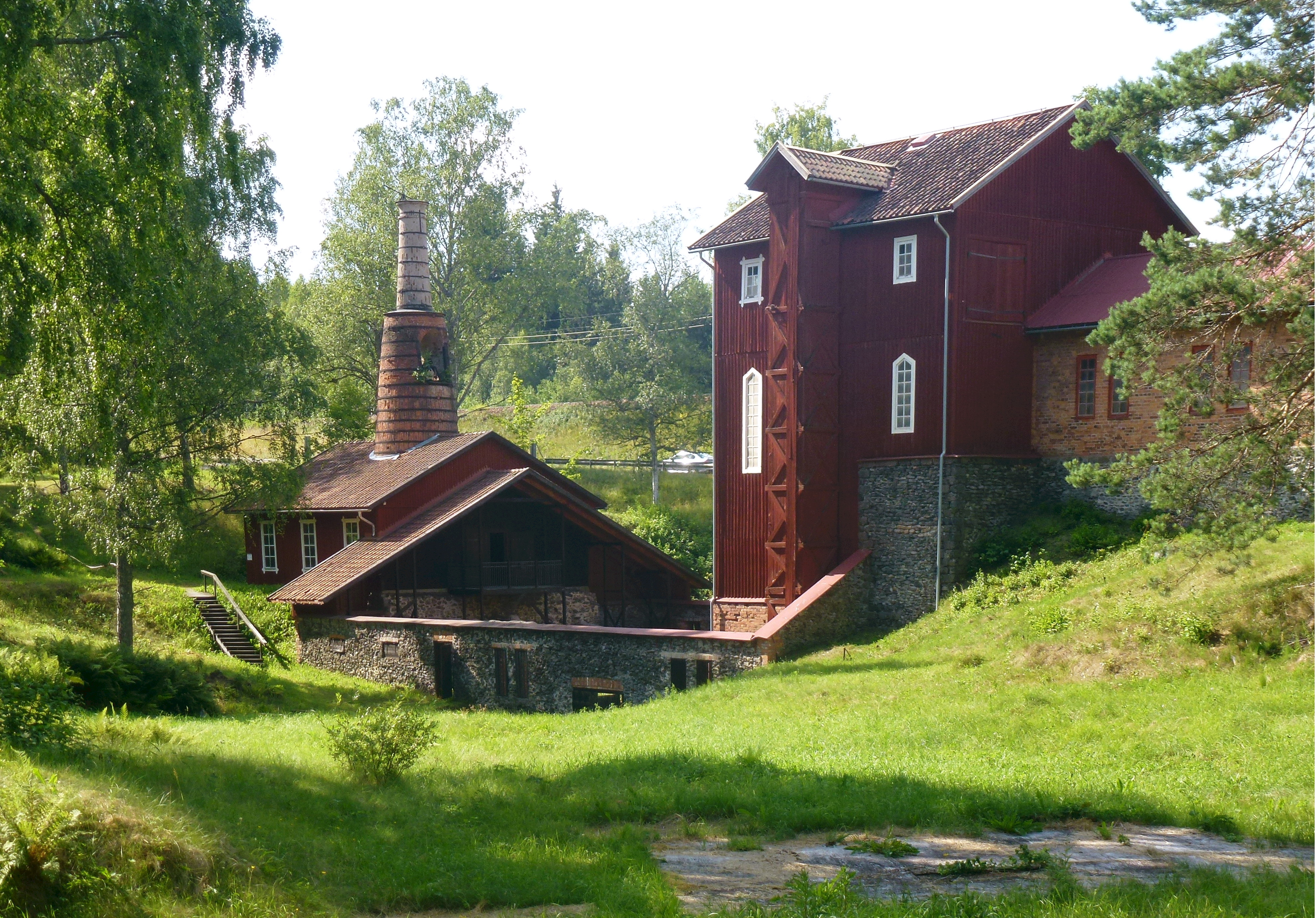
Klenshyttans Hochofen
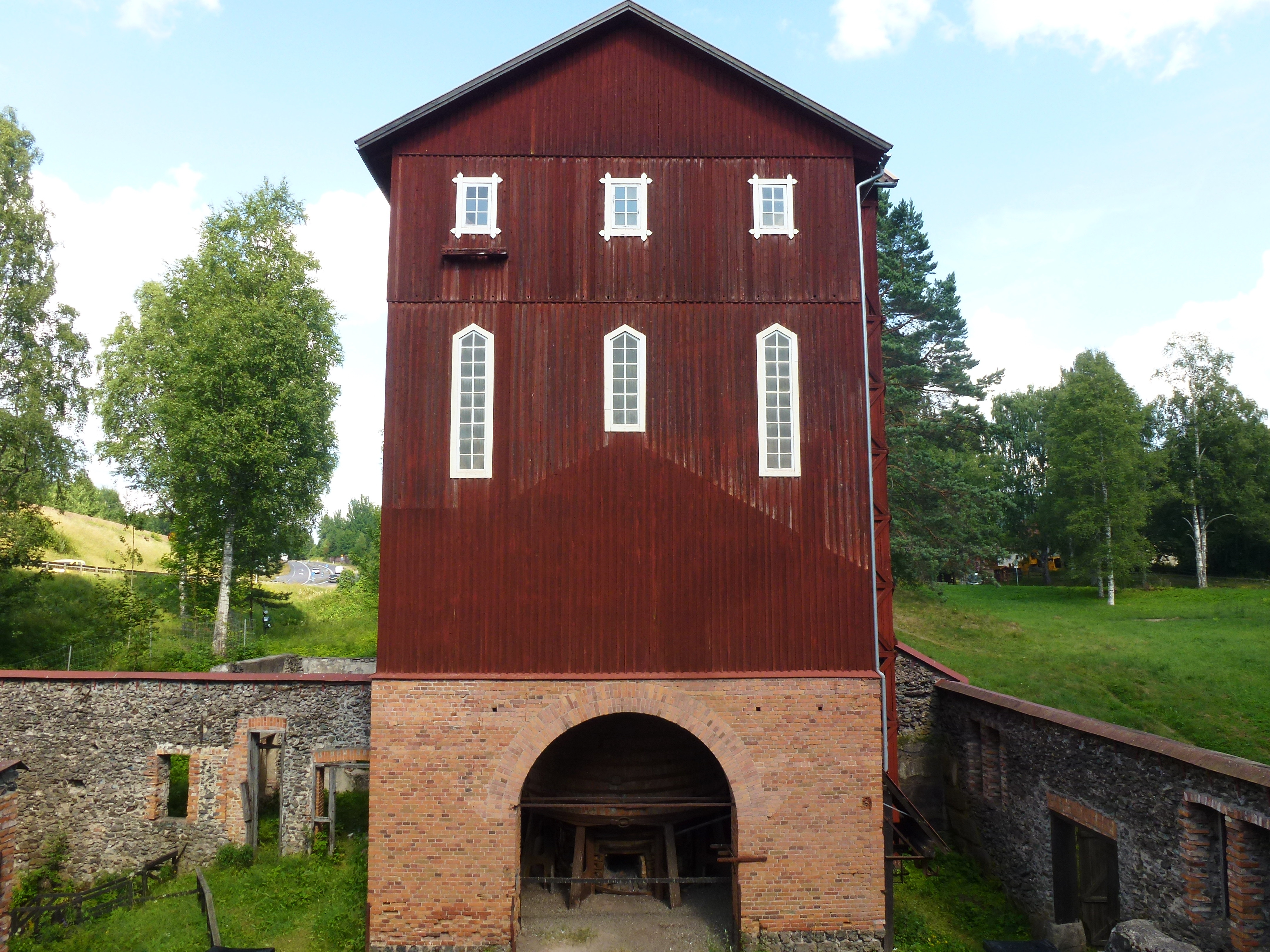
Hochofengebäude
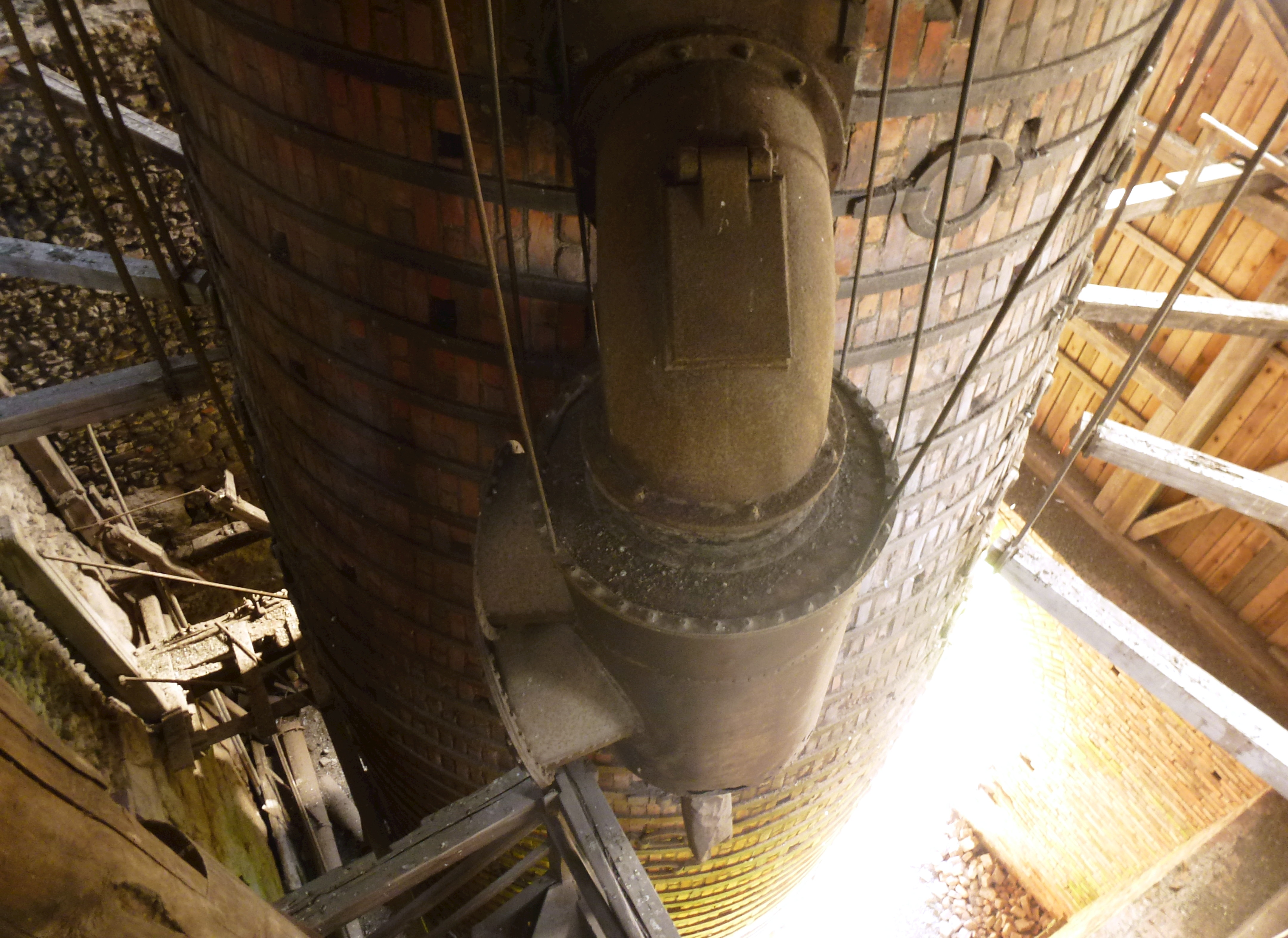
Hochofen
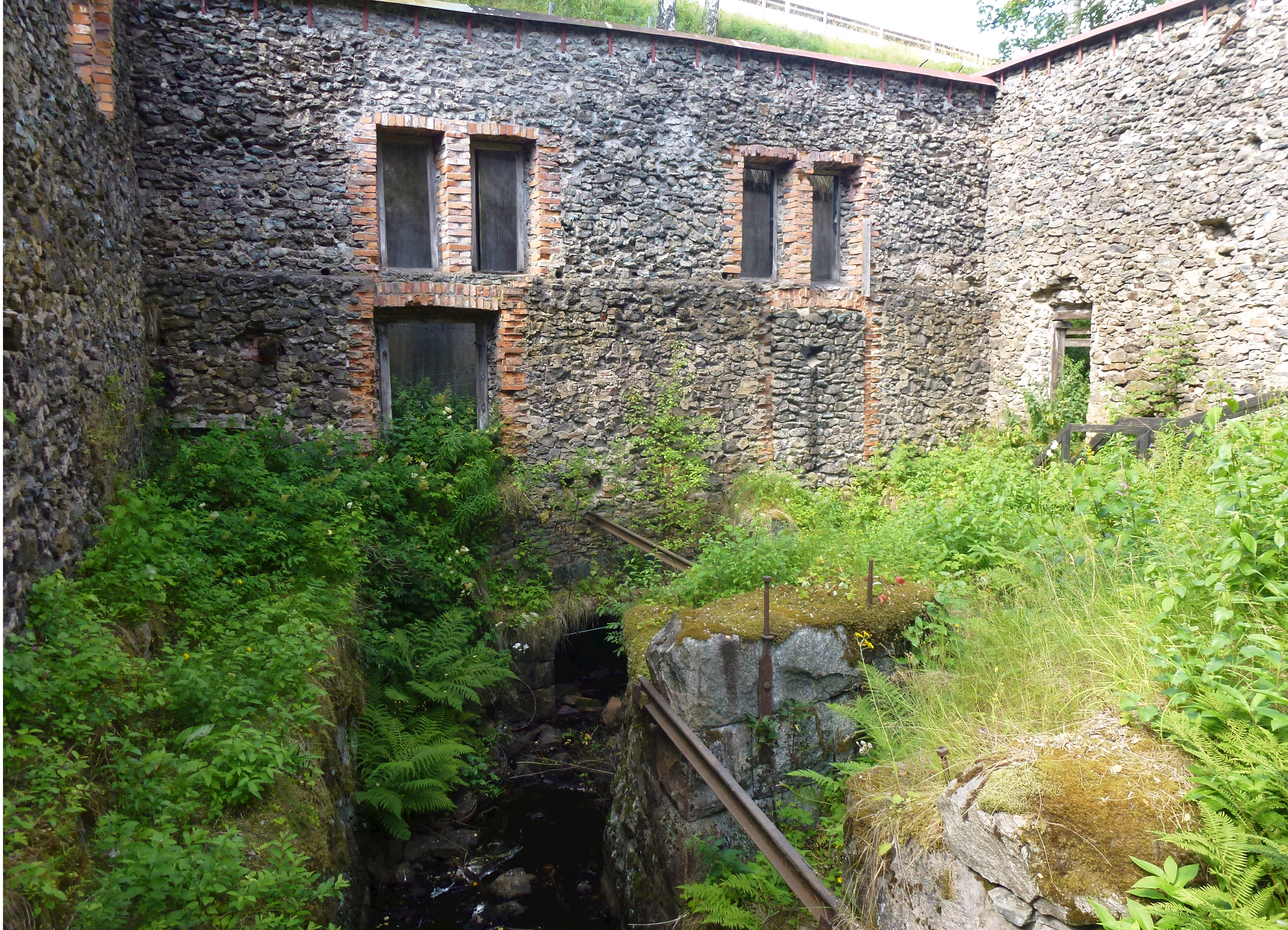
Schlackesteinruine